# 凯·泰勒
凯·泰勒（英語：Kai Taylor，2003年8月18日—），澳大利亚男子游泳运动员，2023年世界游泳锦标赛男子4×100米自由泳接力金牌得主、男子4×200米自由泳接力和男子4×100米混合泳接力铜牌得主。